# Storön, Vänern
Storön är en ö i Gullspångs kommun i sjön Vänern. Storön omnämns första gången i 1590 års jordebok.
År 1940 skänktes ön av Sven Wingqvist, som var styrelseordförande 1917–1932 och 1937–1946 samt verkställande direktör för AB Bofors åren 1933–1936, till dem som var anställda vid Bofors i Karlskoga. Midsommaren året därpå stod de första stugorna klara, och Storön började etablera sig som semesteranläggning för de Boforsanställda med tillhörande familjer.
Arkitekt för stugor, restaurang med mera i Bofors semesteranläggning på Storön i Gullspångs kommun var Gustaf Birch-Lindgren, som ritade semesteranläggningen omkring 1940.

## Historik
En av Sveriges första semesteranläggningar kunde byggas upp tack vare att direktör Sven Wingqvist skänkte Storön till de anställda i Bofors. År 1940 överlämnades gåvan och arbetet med att bygga upp semesterbyn började ganska områende.
Till midsommar 1941 var de första stugorna på Storön klara. Även om bygget var lite försenat kunde de första sommargästerna komma till ön då nio stugor var klara. Det byggdes totalt 16 sportstugor som var lite större och 20 campingstugor som var lite mindre. Från Bofors gick det extratåg med omkring 600 resenärer vid premiären, vilket visar att intresset från början var stort. Bofors tre fackföreningar hade så rättvist som möjligt tagit ut de som skulle flytta in i de nybyggda stugorna. De andra som kom till ön fick tälta, men det var varmt och vackert väder så alla trivdes. Inte heller den stora restaurangen var klar, men det serverades mjölk och smörgåsar och de som trots det var hungriga fick ordna maten själva. Midsommardansen ordnades genom att bräder lades ut i västra delen av den halvfärdiga restaurangen, eftersom dansbanan inte heller var klar.
Ytterligare 20 campingstugor byggdes året efter premiären. En semesterförening bildades av företagen SKF, Bofors och Nohab, som blev först i landet. Inom företagsgruppen fanns det tre semesteranläggningar. Semestergäster skulle få byta mellan de tre anläggningarna var tanken. Det kom ytterligare tre anläggningar till senare och fem familjer fick årligen besöka något av de andra semesterhemmen.
Storön byggdes ut år 1945 ytterligare med 20 sportstugor av en ny typ. Den nya typen av sportstugor hade ett stort rum och två sovalkover med sammanlagt sex bäddar. Ett affärshus byggdes samt även en samlingssal. Området utökades senare med fler stugor. Det fanns som mest 326 bäddplatser på ön och det betydde att omkring 90 familjer kunde fira semestern på ön. Det kom omkring 300 besökare på dagsbesök till Storön varje lördag. Följden blev att ett nytt fartyg, M/S Marianne, köptes in. Fartyget hade plats för 170 personer. År 1946 köptes hon av Bofors Semesterhemsförening i Karlskoga för trafik mellan Otterbäcken och Storön.
Bofors bekostade en veckas vistelse på Storön för alla pensionärer med fruar från Bofors och Björkborn från och med 1945. Barnrika familjer fick dessutom en subvention av avgiften. En veckas vistelse på ön kostade annars 28 kronor för en vuxen och en lägre avgift för barn beroende på ålder. Semesteranläggningen tilldrog sig under de här åren stort intresse och olika studiebesök avlöste varandra. Ön fick bland annat besök av både en finsk och en engelsk delegation. Runt 31 000 personer besökte ön fram till 1950. Cirka 262 500 måltider serverades till dem och detta utgör i genomsnitt 8,5 måltider per person. Intresset från de Boforsanställda att fira semester på ön  svalnade dock under årens lopp och 1992 köpte Gullspångs kommun ön.

## Ägarlängd
| Tidsperiod | Ägare             | Notering                                                        |
| ---------- | ----------------- | --------------------------------------------------------------- |
| ??-1940    | Sven Wingqvist    |                                                                 |
| 1940-1991  | Bofors            | Svenskt industriföretag med verksamhet framförallt i Karlskoga. |
| 1991-2003  | Gullspångs kommun |                                                                 |
| 2003-??    | MaxFly            |                                                                 |
| 2009-??    | Falvir            |                                                                 |